# 陈录
陈录（？—？），字宪章，以字行，号如隐居士，会稽县（今浙江绍兴）人，明代画家。善画墨梅、松、竹、兰蕙，笔意儒雅，与明代画家王谦齐名。

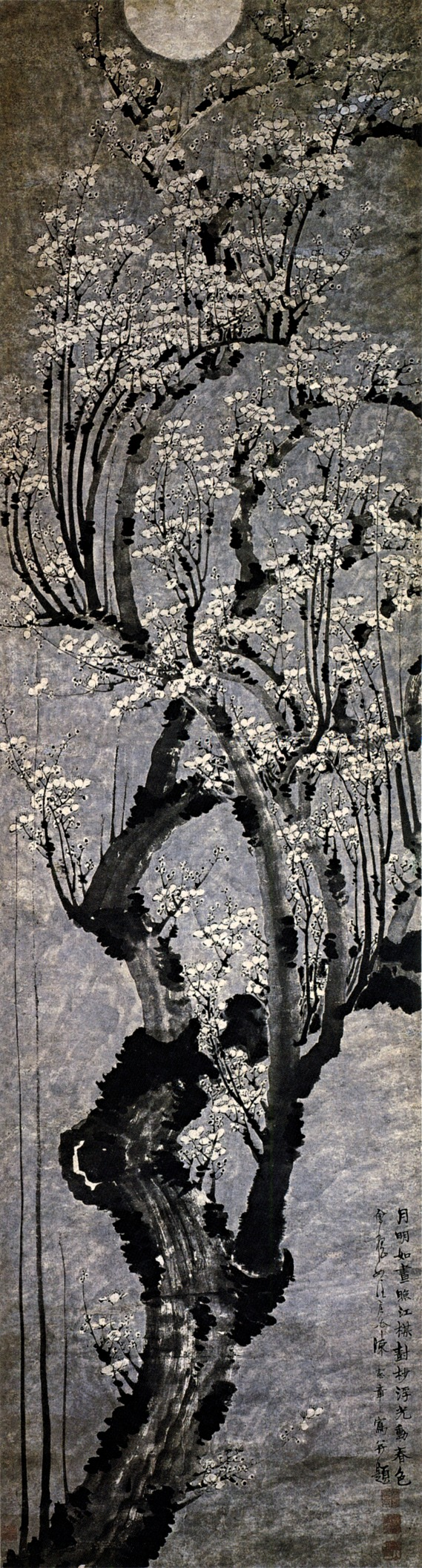
陈录《梅花图》

传世作品有《万玉图》、《烟笼玉树图》、《梅花图》等。